# (60558) Échéclos
174P/Échéclos
(60558) Échéclos, désignation internationale (60558) Echeclus, est un centaure, un astéroïde dont l'orbite croise celle des planètes externes du système solaire, comme (2060) Chiron, c'est un astéroïde cométaire. Il fut découvert par Spacewatch en 2000. Il porte le nom du centaure Échéclos.
Sa désignation provisoire était 2000 EC98.
En décembre 2005, une chevelure cométaire a été détectée sur ce corps. Le Centre des planètes mineures lui a alors donné la désignation cométaire 174P/Echeclus ou 174P/Échéclos.
Échéclos tout comme (2060) Chiron est donc catalogué à la fois comme astéroïde et comme comète.
Le 11 avril 2006, on a observé qu'Échéclos entraînait un grand nuage de poussière. Les astronomes ont supposé que celui-ci pourrait avoir été provoqué par un impact ou par un dégagement explosif des substances volatiles.